# Улица Олега Кошевого (Минск)
Улица Олега Кошевого (бел. Вуліца Алега Кашавога) — улица в Партизанском, Заводском и Ленинском районах Минска. Является основной улицей Тракторозаводского посёлка.

## История

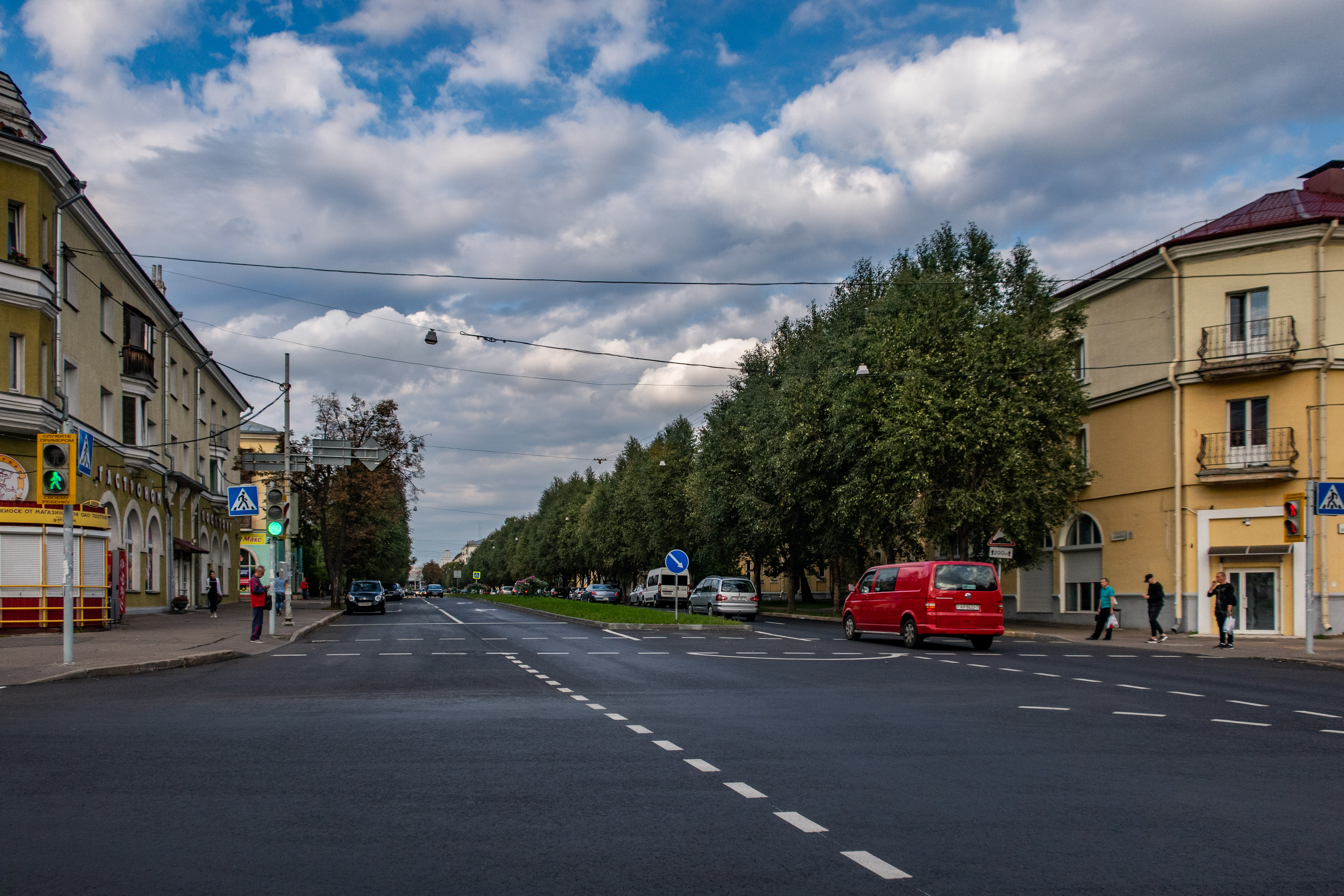
На пересечении с улицей Щербакова.

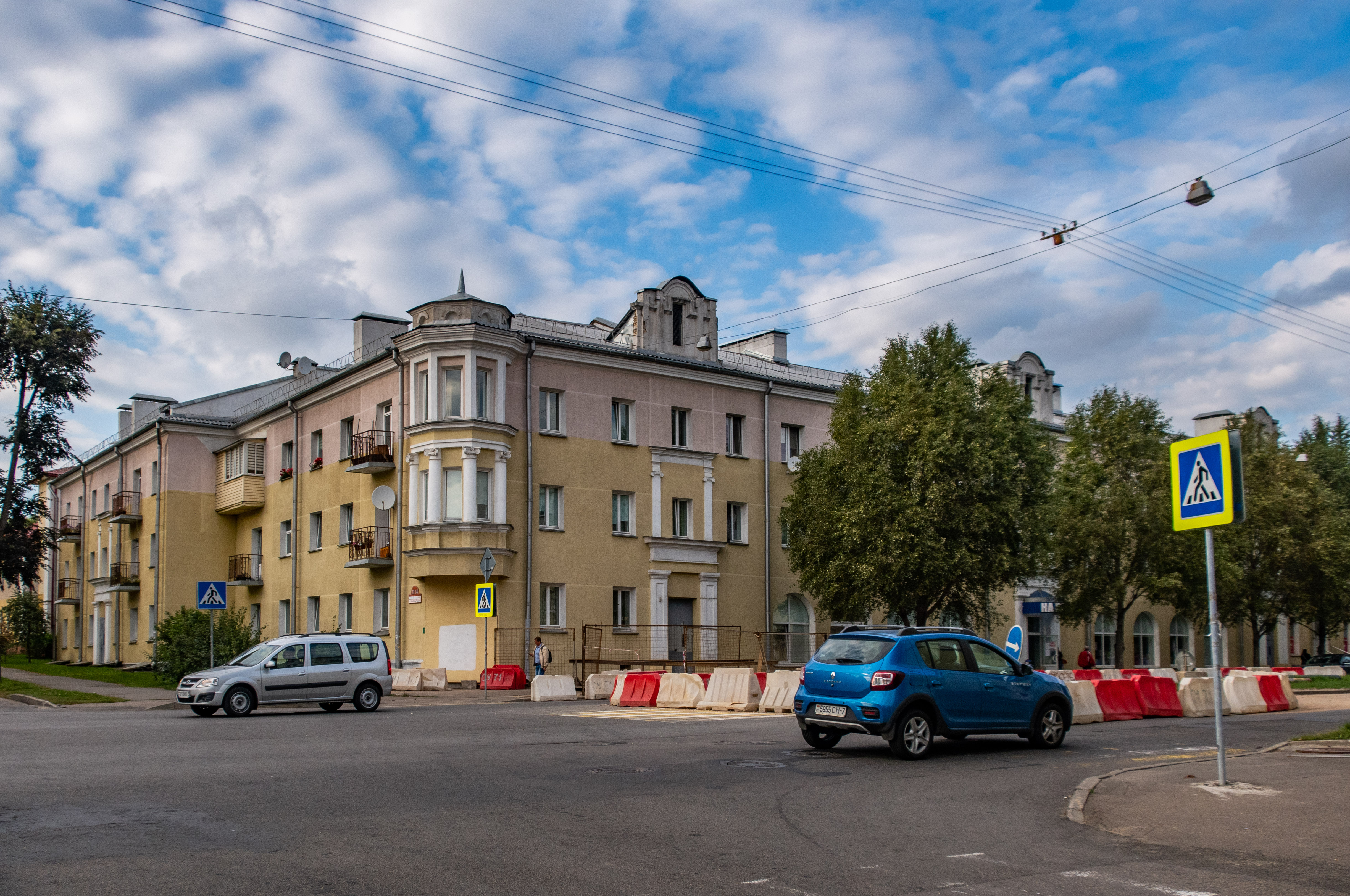
На пересечении с улицей Стахановской.

До начала Великой Отечественной войны местность практически не была заселена, здесь находилась лесная опушка у реки Слепянки. В 1939—1941 годах поблизости (на площадке современного тракторного завода) началось строительство авиазавода № 453, появились временные землянки и бараки. В 1953 году недавно появившаяся улица названа в честь Героя Советского Союза, организатора антифашистского подполья в Ворошиловградской (Луганской) области Украинской ССР Олега Кошевого. На доме № 3 установлена мемориальная доска.

## Описание
Улица начинается от пересечения с улицей Долгобродской и следует на юг, далее пересекается с улицами Клумова и Чеботарёва. Пересечение с улицей Грицевца и пешеходным бульваром Тракторостроителей организовано в виде кругового перекрёстка, после чего улица меняет направление на юго-западное. Далее улица пересекается с улицами Стахановской и Щербакова, переулком Клумова, Партизанским проспектом. Улица заканчивается большим круговым перекрёстком, пересекаясь с улицами Тростенецкой, Денисовской, Ванеева и проспектом Рокоссовского.

## Застройка
Начальный участок улицы застраивался в конце 1940-х — начале 1950-х годов зданиями высотой в 3-5 этажей (до шести) с большим количеством декоративных элементов. После пересечения с улицей Щербакова улица Олега Кошевого застроена зданиями конца 1950-х — 1960-х годов.
У пересечения с Партизанским проспектом расположено высотное здание Национального статистического комитета Республики Беларусь, на конечном отрезке — автовокзал «Восточный».
Почти все здания на улице — жилые, на первых этажах, как правило, располагаются объекты розничной торговли и сферы услуг. В доме 27а расположен ЗАГС Партизанского района, в доме 30 — общежитие № 9 МТЗ.

## Транспорт
По состоянию на сентябрь 2019 года в Тракторозаводском посёлке движение общественного транспорта по улице небольшое — курсируют автобусы маршрута 43, а на пересечении с улицей Грицевца находится конечный остановочный пункт троллейбусного маршрута 49, который следует по улице Грицевца. После пересечения с Партизанским проспектом по улице организовано движение троллейбусов 19, 30, 36, 49, 67.
В непосредственной близости расположена станция Минского метрополитена «Тракторный завод».